# ヘンリー・ジョーンズ (作家)

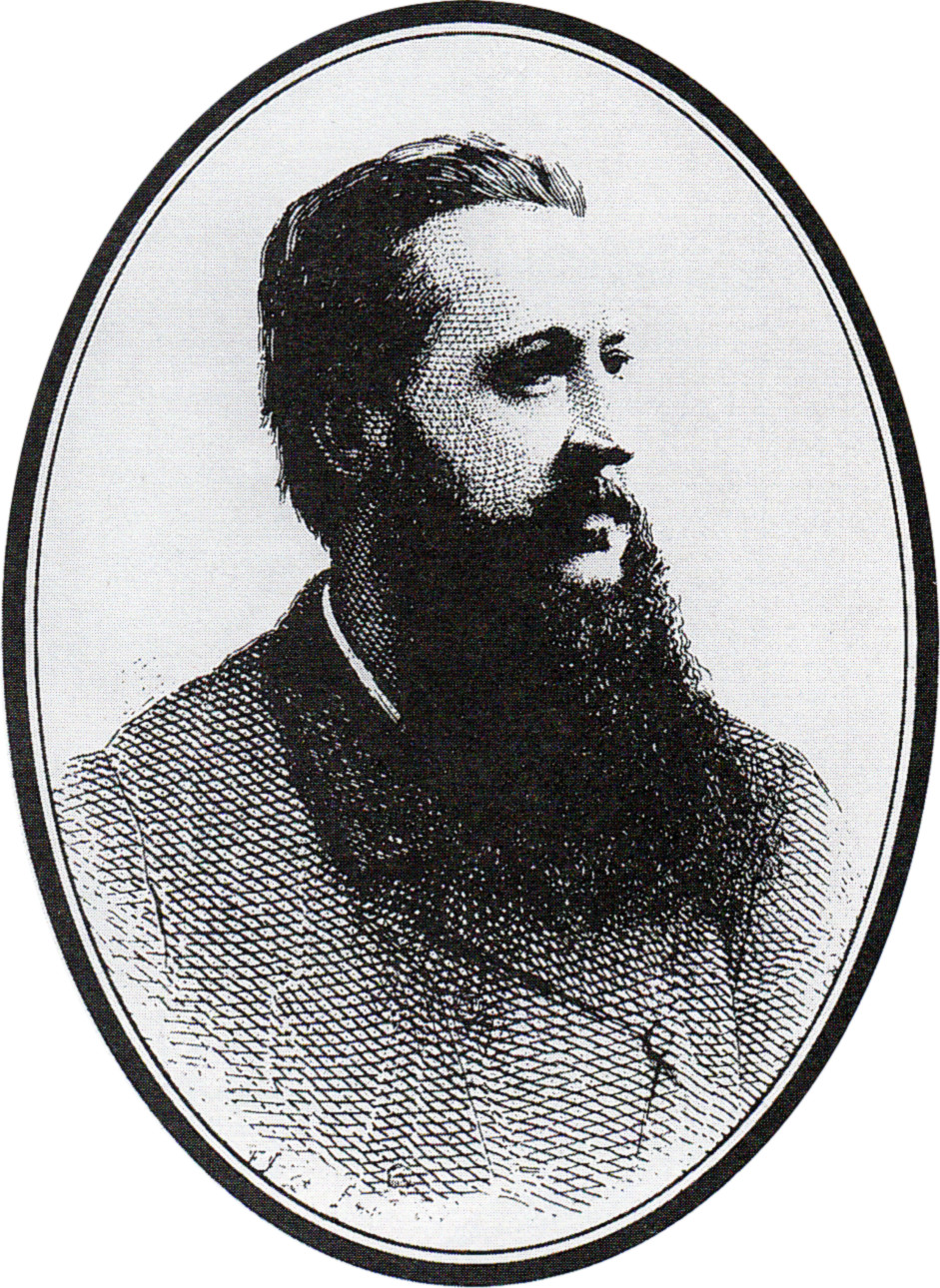
ヘンリー・ジョーンズ

ヘンリー・ジョーンズ（Henry Jones、1831年11月2日 - 1899年2月10日）は、イギリスの文筆家。キャヴェンディッシュ(Cavendish)の筆名でホイストをはじめとするカードゲームやスポーツについて書いた。また、テニスのルールの確立やウィンブルドン選手権の成立にも大きな働きをした。
音声学者のダニエル・ジョーンズは甥。

## 生涯
ヘンリー・ジョーンズは医者のヘンリー・D・ジョーンズの長男としてロンドンに生まれ、はじめは父の職業をついで、1852年から16年間開業医として働いたが、のちに文筆業に専念した。

## トランプ
ホイストのファンであった父の影響でトランプゲームに親しみ、いくつものクラブに所属していた。クラブのひとつである「キャヴェンディッシュ」の名で1862年にデ・ラ・ルーから出版したホイストの本『The Laws and Principles of Whist』はホイストの標準的な教科書として20版をこえるベストセラーになった。ほかにピケやエカルテの本も書いた。

## テニス
1868年にウィンブルドンでオール・イングランド・クローケー・クラブが創立したとき、ヘンリー・ジョーンズは、いとこのワイトモア・ジョーンズとともに創立者のひとりだった。1875年にジョーンズはクローケー用のコートのひとつを当時発明されたばかりのローンテニス（今のテニス）のために使用することを提案し、それが採用された。このクラブでウィンブルドン選手権を行うことが決定されると、当時まちまちだったテニスのルールを統一するため、ジョーンズとジュリアン・マーシャル、C・G・ヒースコートの3人からなる小委員会にルール作成の権限が与えられた。ジョーンズは1877年の第一回ウィンブルドン選手権大会の主審をつとめた。

## 主要な著作
- "Cavendish" (1884) [1862]. The Laws and Principles of Whist Stated and Explained and its Practice Illustrated on an Original System by Means of Hands Played Completely Through (14th ed.). London: Thomas de la Rue & co（ホイストの教科書）
- "Cavendish" (1885). The Laws of Piquet. London: Thomas de la Rue & co（ピケのルールブック）
- "Cavendish" (1886). The Laws of Écarté (3rd ed.). London: Thomas de la Rue & co（エカルテのルールブック）
- "Cavendish" (1868). “The Science of Croquet”. The Gentleman's Magazine (Entirely New Series) (1):  225-239,338-351,497-513.（クローケーの科学的分析）
- "Cavendish" (1888). The Game of Lawn-Tennis with the Laws of the Marylebone and All England Clubs. London: Thomas de la Rue & co（テニスのルールブック）